# Suara
Suara(스아라 혹은 수아라, 1979년 8월 3일 - )는 오사카부 출신의 여성 가수이다. 본명은 「타츠미 아키코(巽 明子)」로, Suara는 작사, 작곡시의 예명이다.

## 개요
- 오사카 외국어대학의 인도네시아어 학사과정 도중 밴드유닛을 결성하여 활동을 시작하였다.
- 평상시에는 코메디 프로그램을 좋아하여 말을 많이 하는 편이지만、도쿄쪽 일로 표준어를 사용하게 되는 경우에는 긴장해서 그다지 말이 없는 경우가 많다.
- Suara라는 예명은「소리」라고 하는 의미의 인도네시아어로「많은 사람들이 노래를 들어주었으면 좋겠다」라는 의미가 담겨있다. 하지만, 본인은 인도네시아에 간 적이 없다.
- 이전에는「piece」라고 하는 밴드로 활동한 적이 있다. 「トモシビ」와「傘」은 이 시절의 곡이다.
- 학생시절대부터 데뷔 직전까지는 영어학원 강사 아르바이트를 하고 있었다.
- 「Animelo Summer Live 2007」에서의 퍼포먼스로, 함께 출연하고 있던 오쿠이 마사미에게 극찬을 받았다.
- 「미도리의 마키바오」의 대팬이며, 여러 번 애니메이션판 마키바오의 흉내를 해 오고 있다. 2009년에는 제쿠오 토오루를 통해 「마키바오」작자인 츠노 마루로부터 사인을 받은 기쁨을 블로그에 쓰고 있다.
- Suara의 발음방식은 일본어 드라마(ドアラ)와 같다[1]。
- 2009年9月19日、Elements Garden의 후지타 쥰페이와 결혼한다는 것을 블로그를 통해 알렸다.
- 2013年11月, 사내아이를 출산했다.